# 입포나루
입포나루는 입포리 용인산 부근에서 금강 건너 전북 제성리와 연결되어 있다. 백제의 수도였던 부여와 익산을 잇는 뱃길의 나루 역할을 했고 일제 강점기에는 안흥, 강경, 장항과 함께 충청남도 4대 포구 역할을 했으나 1960년대 이후 육상교통발달과 객주의 권한이 사라지면서 쇠락했다.